# Melitoma
Melitoma is een geslacht van vliesvleugelige insecten uit de familie bijen en hommels (Apidae)

## Soorten
- M. ameghinoi (Holmberg, 1903)
- M. bifax Vachal, 1909
- M. grisella (Cockerell & Porter, 1899)
- M. ipomoearum Ducke, 1913
- M. marginella (Cresson, 1872)
- M. nudicauda Cockerell, 1949
- M. nudipes (Burmeister, 1876)
- M. osmioides (Ducke, 1908)
- M. segmentaria (Fabricius, 1804)
- M. strenua (Holmberg, 1903)
- M. taurea (Say, 1837)